# کریستال کاستلز دو
کریستال کاستلز دو (به انگلیسی: Crystal Castles II) دومین آلبوم استودیویی از گروهٔ موسیقی الکترونیک کانادایی کریستال کاستلز می‌باشد که در ۲۴ مهٔ سال ۲۰۱۰ از سوی فیکشن رکوردز و لست گنگ رکوردز منتشر گردید. این آلبوم در ابتدا قرار بود در ۷ ژوئن سال ۲۰۱۰ منتشر شود؛ اما پس از لیک آنلاین آلبوم تاریخ انتشار جلوتر رفت، بنابراین نسخهٔ دیجیتالی آلبوم در ۲۳ آوریل سال ۲۰۱۰ منتشر گردید.